# La villa dei ricordi cattivi
La villa dei ricordi cattivi (titolo originale The Brimstone Wedding) è un romanzo scritto da Ruth Rendell. La versione originale è stata pubblicata nel 1996 con lo pseudonimo Barbara Vine; in Italia invece il libro è attribuito, sin dalla prima edizione del 1997, direttamente a Ruth Rendell.
È uscito nella collana Il Giallo Mondadori nel 2000 con il n. 2682.

## Trama
Jenny è una giovane operatrice socio sanitaria. Tra gli anziani a cui dedica le sue cure vi è anche Stella. La donna, di sett'anni e affetta da un tumore ai polmoni, è ancora molto lucida e finisce con l'instaurare con Jenny un rapporto di amicizia e di stima reciproca. Stella comincerà a raccontare la storia della sua vita a Jenny, soprattutto i fatti collegati a una villa che l'anziana possiede. 

## Personaggi
- Geneviene Jenny Warner: operatrice socio sanitaria
- Stella : anziana ospite della casa di cura di Middleton Hall
- Ned Saraman: produttore cinematografico
- Jane Beaumont: moglie di Ned
- Mike: marito di Jenny
- Richard e Marianne: figli di Stella
- Alan Tyzark: pittore
- Gilda Brent: sua moglie

## Edizioni
- Ruth Rendell, La villa dei ricordi cattivi, traduzione di Grazia Maria Graffini, Il Giallo Mondadori (n. 2682), 2000,  p. 411.